# 宋大南
宋大南（韓語：송대남，1979年4月5日—）是一名韩国柔道运动员。他在2012年夏季奥林匹克运动会中获得男子90公斤級金牌，但也於同年引退，目前於韓國柔道國家男子代表隊擔任教練。2018年起，他担任中国柔道队教练。